# Frédéric Mairy
Pour les articles homonymes, voir Mairy (homonymie).
Frédéric Mairy, né le 16 juin 1973 à Fleurier, est une personnalité politique suisse (binational belgo-suisse), membre du parti socialiste.
Il est conseiller d'État du canton de Neuchâtel depuis le 1er mars 2024, à la tête du département de la santé, des régions et des sports.

## Biographie
Frédéric Mairy naît le 16 juin 1973 à Fleurier, dans le canton de Neuchâtel. Ses parents sont belges et immigrent en Suisse en 1972 lorsque le père, instituteur, vient y enseigner.
Il grandit à Buttes jusqu'à l'âge de 15 ans, puis habite à Môtiers pendant huit ans et Travers, toutes trois fusionnées en 2009 dans la commune neuchâteloise de Val-de-Travers,.
Après le gymnase du Val-de-Travers et un voyage InterRail avec son ami d'enfance Laurent Favre à l'âge de 20 ans, il fait des études de journalisme à l'Université de Neuchâtel, où il obtient son certificat en 1994, complétées par des études en communication et en publicité  pendant deux ans à l'Université de Strasbourg.
Il exerce d'abord la profession de journaliste à L'Express et à L'Impartial pendant cinq ans, puis occupe pendant deux ans un poste de chargé de communication pour une jeune pousse parisienne. Revenu à Travers en 2003, il est nommé chargé de communication pour le Théâtre du passage à Neuchâtel, dont il devient le directeur adjoint en 2004,.
Il est père de trois enfants d'une précédente union et vit à Couvet.

## Parcours politique
Il adhère au parti socialiste du canton de Neuchâtel en 2004.
Il siège au sein du Conseil général (législatif) de Travers en 2007 et 2008, puis de celui de Val-de-Travers,, où il est chef du groupe socialiste en 2012. Il est élu au Conseil communal (exécutif) de Val-de-Travers en 2013, où il est chargé de l'économie, des finances, de la cohésion sociale et de la santé. Il est alors le premier élu étranger d'un exécutif professionnel en Suisse. Il préside par ailleurs l'Association des communes neuchâteloises depuis 2016. 
Jusque-là cantonnée au niveau communal, sa carrière politique s'ouvre aux niveaux cantonal et fédéral grâce à sa naturalisation en 2020. Candidat au Conseil d'État en avril 2021, il arrive en sixième position au premier tour et se retire pour le second. Il est candidat à la succession de Laurent Kurth lors de l'élection complémentaire de novembre 2023. Seul candidat d'un grand parti, il est facilement élu (82,3 % des voix) et prend ses fonctions le 1er mars 2024, à la tête du département de la santé, des régions et des sports.

## Publications
- De verdiers de cerises de neige : (Nicolas Bouvier, suite) (photogr. Éric Rechsteiner), Genève, Slatkine, 1er octobre 2010, 152 p. (ISBN 9782832104149)
- Bref éloge de la fin, Genève, Éditions d'Autre part, 2011, 100 p. (ISBN 978-2-940350-23-0)
- Citadelle de sable, Genève, Éditions d'Autre part, 10 janvier 2020, 100 p. (ISBN 9782940518647), « hommage à ses grands-parents et à la Belgique »[4]
- Cours toujours (essai), Neuchâtel, Alphil, 2023, 76 p. (ISBN 978-2-88930-544-5), « éloge de la course à pied »[4].